# Axenyllodes echinatus
Axenyllodes echinatus is een springstaartensoort uit de familie van de Odontellidae. De wetenschappelijke naam van de soort is voor het eerst geldig gepubliceerd in 1988 door Fjellberg.